# Gosport (Indiana)
Gosport es un pueblo ubicado en el condado de Owen en el estado estadounidense de Indiana. En el Censo de 2010 tenía una población de 826 habitantes y una densidad poblacional de 828,36 personas por km².

## Geografía
Gosport se encuentra ubicado en las coordenadas 39°21′3″N 86°39′56″O / 39.35083, -86.66556. Según la Oficina del Censo de los Estados Unidos, Gosport tiene una superficie total de 1 km², de la cual 1 km² corresponden a tierra firme y (0%) 0 km² es agua.

## Demografía
Según el censo de 2010, había 826 personas residiendo en Gosport. La densidad de población era de 828,36 hab./km². De los 826 habitantes, Gosport estaba compuesto por el 98.55% blancos, el 0.73% eran afroamericanos, el 0% eran amerindios, el 0.12% eran asiáticos, el 0% eran isleños del Pacífico, el 0% eran de otras razas y el 0.61% pertenecían a dos o más razas. Del total de la población el 0.97% eran hispanos o latinos de cualquier raza.